# 刘文 (1943年)
刘文（1943年1月—），男，汉族，黑龙江双城人，中华人民共和国政治人物，曾任重庆市人大常委会副主任、党组副书记，重庆市总工会主席。